# Сан Мартино а Каркери (Фиренца)
Сан Мартино а Каркери је насеље у Италији у округу Фиренца, региону Тоскана.
Према процени из 2011. у насељу је живело 32 становника. Насеље се налази на надморској висини од 151 м.